# Hitman: Blood Money
Hitman: Blood Money je stealth videohra z roku 2006, kterou vyvinula společnost IO Interactive a vydala společnost Eidos Interactive. Byla vydána v květnu 2006 pro Microsoft Windows, PlayStation 2, Xbox a Xbox 360. Jedná se o čtvrtý díl videoherní série Hitman a pokračování hry Hitman: Contracts z roku 2004.

## Příběh
Příběh sleduje snahu klonovaného nájemného vraha Agenta 47 zničit Franchise, konkurenční organizaci nájemných vrahů, která ohrožuje jeho zaměstnavatele, agenturu ICA. Rovněž se snaží získat stejnou technologii klonování, která vytvořila Agenta 47. Mezitím vedlejší příběh představuje agentův život a různé zakázky, které plnil. Tento příběh vypráví bývalý ředitel FBI novináři.

## Vydání a ohlasy
Hra byla vydána v květnu 2006 pro Microsoft Windows, PlayStation 2, Xbox a Xbox 360.
Hra Hitman: Blood Money byla u kritiků i po komerční stránce úspěšná. Prodalo se jí více než 2,1 milionu kopií. Získala si kultovní postavení a mnoho publikací a kritiků ji považuje za jednu z nejlepších videoher, které kdy byly vytvořeny.
V lednu 2013 vyšly porty hry a dvou jejích předchůdců, Hitman 2: Silent Assassin a Hitman: Contracts, ve vysokém rozlišení na PlayStation 3 a Xbox 360 jako Hitman HD Trilogy.

### Pokračování
Pokračování Hitman: Absolution vyšlo v roce 2012 a remasterované porty Blood Money i Absolution vydala ve 4K rozlišení společnost Warner Bros Interactive Entertainment v roce 2019 na PlayStation 4 a Xbox One jako součást Hitman HD Enhanced Collection.
V roce 2023 hra vyšla pro Android a začátkem roku 2024 pro Nintendo Switch.